# از توهمت استفاده کن ۱
از توهمت استفاده کن ۱ (به انگلیسی: Use Your Illusion I) سومین آلبوم استودیویی گروه هارد راک آمریکایی گانز ان روزز است که در ۱۷ سپتامبر ۱۹۹۱ هم زمان با آلبوم از توهمت استفاده کن ۲ از طریق گفن رکوردز منتشر شد.